# José Luis Luege Tamargo
José Luis Luege Tamargo (Ciudad de México, 9 de noviembre de 1953) es un ingeniero y político mexicano. Fue Director de la Comisión Nacional del Agua entre 2006 y 2012.

## Biografía
José Luis Luege es Ingeniero Químico Metalúrgico egresado de la Facultad de Química de la Universidad Nacional Autónoma de México, además tiene dos especialidades metalúrgicas, una en la propia UNAM y otra en el Centro Nacional de Investigaciones Metalúrgicas en Madrid, España y además un Diplomado en Filosofía Social en Política en la Universidad Panamericana.
Inicialmente se desempeñó dentro del área de su especialización y además ejerció la docencia en la UNAM, en 1988 se adhirió al Partido Acción Nacional y fue elegido diputado federal ese mismo año a la LIV Legislatura por el XVII Distrito Electoral Federal del Distrito Federal, cuyo periodo concluyó en 1991, posteriormente desempeñó en varios cargos directivos en el partido y en 1999 fue elegido dirigente del mismo en el Distrito Federal. 
Se incorporó al gobierno federal con el cargo de procurador federal del Medio Ambiente y el 23 de junio de 2005 el presidente Vicente Fox lo nombró secretario de Medio Ambiente y Recursos Naturales, al dejar esa secretaría Alberto Cárdenas Jiménez, cargo que ocupó hasta el fin de su gobierno, en que su sucesor, Felipe Calderón lo nombra a su vez titular de la Comisión Nacional del Agua a partir de diciembre de 2006.
En el mes de octubre de 2017, luego de más de 32 años de militancia en el Partido Acción Nacional, renunció y días después se registró para contender por la Jefatura de Gobierno de la Ciudad de México como candidato independiente en las elecciones locales de 2018.